# Thelypteris poiteana
Thelypteris poiteana är en kärrbräkenväxtart som först beskrevs av Jean Baptiste Bory de Saint-Vincent, och fick sitt nu gällande namn av George Richardson Proctor. Thelypteris poiteana ingår i släktet Thelypteris och familjen Thelypteridaceae. Inga underarter finns listade.